# جداره ساختمان علیوند و بلوریان
جداره ساختمان آقایان علیوند و بلوریان مربوط به دوره پهلوی است و در تبریز، خیابان امام، ضلع شمالغرب، سه راه فردوسی واقع شده و این اثر در تاریخ ۲۸ اسفند ۱۳۸۵ با شمارهٔ ثبت ۱۸۶۸۵ به‌عنوان یکی از آثار ملی ایران به ثبت رسیده است.